# Milavice
Milavice är en ort i Bosnien och Hercegovina.   Den ligger i entiteten Federationen Bosnien och Hercegovina, i den centrala delen av landet, 40 km nordväst om huvudstaden Sarajevo. Milavice ligger 571 meter över havet och antalet invånare är 107.
Terrängen runt Milavice är huvudsakligen kuperad, men västerut är den bergig. Runt Milavice är det ganska tätbefolkat, med 93 invånare per kvadratkilometer.. Närmaste större samhälle är Zenica, 12,8 km norr om Milavice.
Omgivningarna runt Milavice är en mosaik av jordbruksmark och naturlig växtlighet.